# Walther Karsch
Walther Karsch (* 11. Oktober 1906 in Dresden; † 16. Oktober 1975 in Berlin) war ein deutscher Journalist, Theaterkritiker und Herausgeber der Berliner Tageszeitung Der Tagesspiegel.

## Leben
Walther Karsch wurde zwar in Dresden geboren, wuchs jedoch in Berlin auf. Er studierte Germanistik, Geschichte, Philosophie und Anglistik. Karsch war von 1928 bis 1929 Mitarbeiter der Berliner Zeitschrift Die Weltbrille. Auch veröffentlichte er in den Zeitschriften Die Friedens-Warte und Die Neue Generation. Von Januar bis Juni 1929 leitete er die Zeitschrift Der Schulkampf, die vom Sozialistischen Schülerbund in Berlin-Neukölln herausgegeben wurde.
Über eine Redaktionsassistenz wurde er von 1930 an Mitarbeiter der Weltbühne unter ihrem Chefredakteur Carl von Ossietzky. Als von Ossietzky im Mai 1932 eine Haftstrafe infolge des Weltbühne-Prozesses antreten musste, fungierte Karsch fortan als sogenannter Sitzredakteur des Blattes. Während Hellmut von Gerlach die inhaltliche Leitung der Weltbühne übernahm, war Karsch verantwortlicher Redakteur im Sinne des Presserechts und hätte im Falle presserechtlicher Verstöße dafür haftbar gemacht werden können.
Als nach dem Reichstagsbrand von Ossietzky verhaftet wurde und von Gerlach geflohen war, soll Karsch Anfang März 1933 kurzfristig auch als Chefredakteur eingesetzt worden sein. Jedoch wurde die Weltbühne wenige Tage später verboten, die letzte Ausgabe erschien am 7. März 1933. Die Nationalsozialisten verhängten anschließend absolutes Schreibverbot über Karsch, worauf er während des Dritten Reiches als Handwerker und Handelsvertreter seinen Lebensunterhalt verdiente. Gegen Ende des Zweiten Weltkrieges leitete er die Presseabteilung des Bezirksamtes in Berlin-Zehlendorf.
Nach Kriegsende war Karsch kurzzeitig Mitglied der KPD. Im September 1945 gründete Karsch nach Lizenzvergabe durch die ICD zusammen mit Erik Reger und Edwin Redslob die Berliner Tageszeitung Der Tagesspiegel. 1952 wurde er der erste Vorsitzende des neu begründeten Berliner Presse Clubs. Er war Jurymitglied der 1. Berlinale, Vorsitzender des Verbands deutscher Kritiker und Mitglied im P.E.N.-Zentrum Deutschland.
In den 1960er-Jahren arbeitete Karsch auch als Herausgeber, z. B. für den Herbig-Verlag, für den er beispielsweise Prosa-Anthologien besorgte.
Kurz vor seinem Tod wurde er für seine Verdienste 1975 mit dem Silbernen Blatt der Dramatiker Union ausgezeichnet.
Walther Karsch starb 1975, fünf Tage nach seinem 69. Geburtstag, in Berlin. Sein Grab befand sich auf dem Waldfriedhof Zehlendorf.